# Comunidade Intermunicipal do Alto Minho

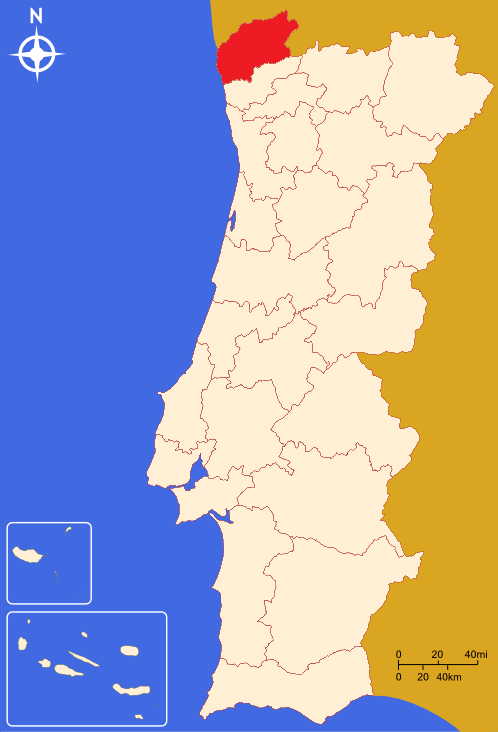
Comunidade Intermunicipal do Alto Minho

A Comunidade Intermunicipal do Alto Minho, também designada por CIM Alto Minho, é uma comunidade intermunicipal (CIM) de Portugal. É composta por 10 municípios. A área geográfica corresponde à NUTS III do Alto Minho.

## Municípios
| Município             | Área (em km²) | População (censo de 2011) |
| --------------------- | ------------- | ------------------------- |
| Arcos de Valdevez     | 447,6         | 22.847                    |
| Caminha               | 136,5         | 16.684                    |
| Melgaço               | 238,2         | 9.213                     |
| Monção                | 211,3         | 19.230                    |
| Paredes de Coura      | 138,2         | 9.198                     |
| Ponte da Barca        | 182,1         | 12.061                    |
| Ponte de Lima         | 320,3         | 43.498                    |
| Valença               | 117,1         | 14.127                    |
| Viana do Castelo      | 319,0         | 88.725                    |
| Vila Nova de Cerveira | 108,5         | 9.253                     |
| Total                 | 2218,8        | 244.836                   |